# Porgy and Bess (1959)
Porgy and Bess (Brasil: Porgy & Bess / Portugal: Porgy e Bess) é um filme norte-americano de 1959, do gênero drama musical, dirigido por Otto Preminger e estrelado por Sidney Poitier e Dorothy Dandridge.